# War Thunder
War Thunder – wieloosobowy symulator wojenny, umożliwiający toczenie bitew przy użyciu samolotów, śmigłowców, czołgów oraz okrętów.
Gra przeprowadza gracza przez różne dzieje rozwoju uzbrojenia, od I Wojny Światowej, przez lata 20 i 30 XX wieku, przez II Wojnę Światową, Zimną Wojnę, aż po czasy współczesne.
Gra stworzona i wydana została przez Gaijin Entertainment. Od 12 sierpnia 2012 do końca 2016 roku znajdowała się w fazie otwartej wersji beta.

## Rozgrywka
Planowano, aby w wersji finalnej była rozbudowaną areną wojenną dla samolotów, okrętów wojennych (obecne jednostki wodne są używane) oraz wozów bojowych od czasów międzywojennych poprzez okres wojny koreańskiej jak i czasów współczesnych. Wiele map w trybie bitew historycznych inspirowanych jest prawdziwymi wydarzeniami II wojny światowej, jak np. wojna na Pacyfiku, czy bitwa o Anglię. Gra została przystosowana do współpracy z hełmem wirtualnej rzeczywistości Oculus Rift.
Średni rozmiar map wynosi od około 100×100 do 200×200 km. Silnik gry pozwala jednak na stworzenie znacznie większych map.

## Tworzenie

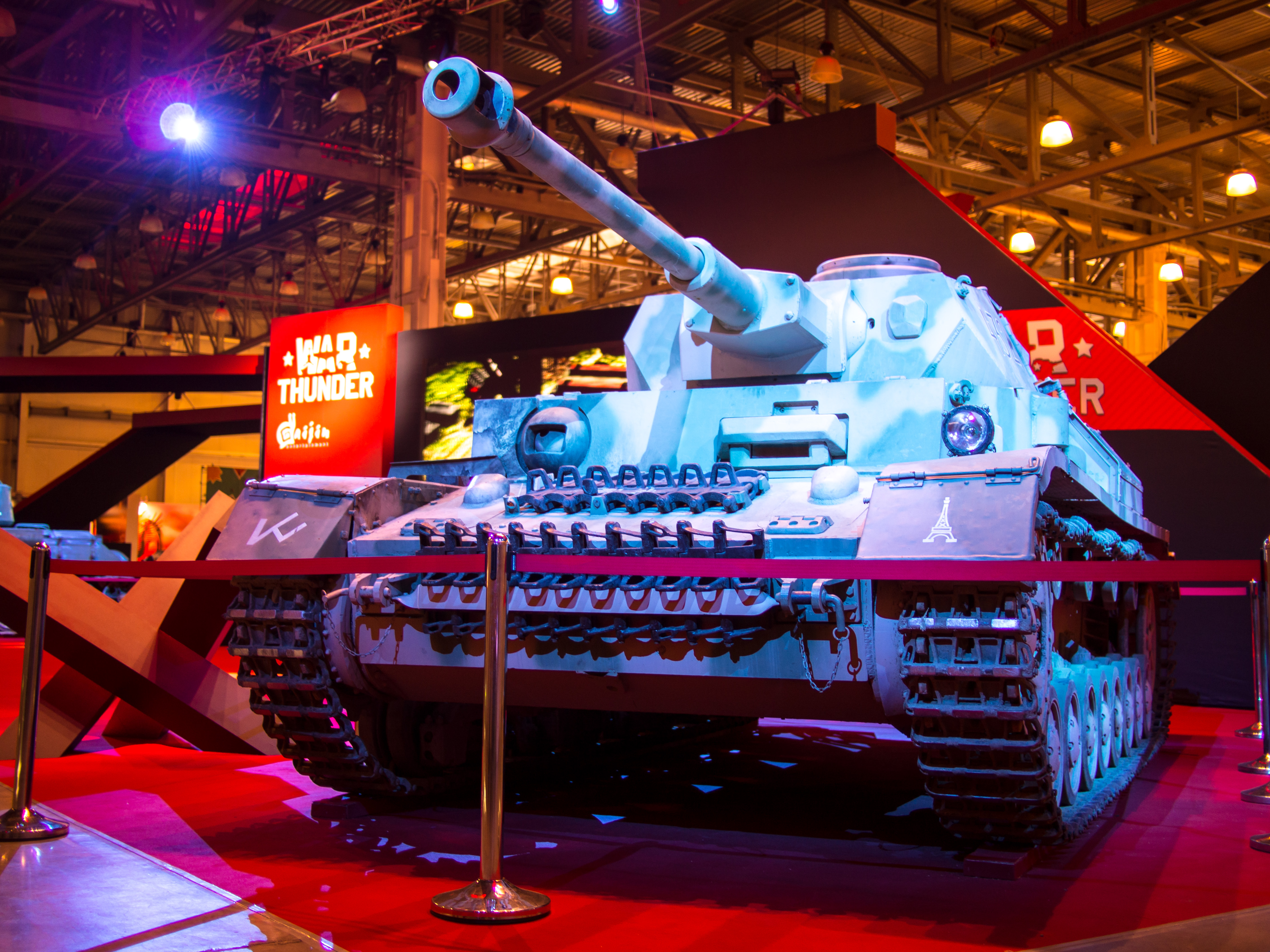
Stoisko War Thunder na targach Igromir (2013)

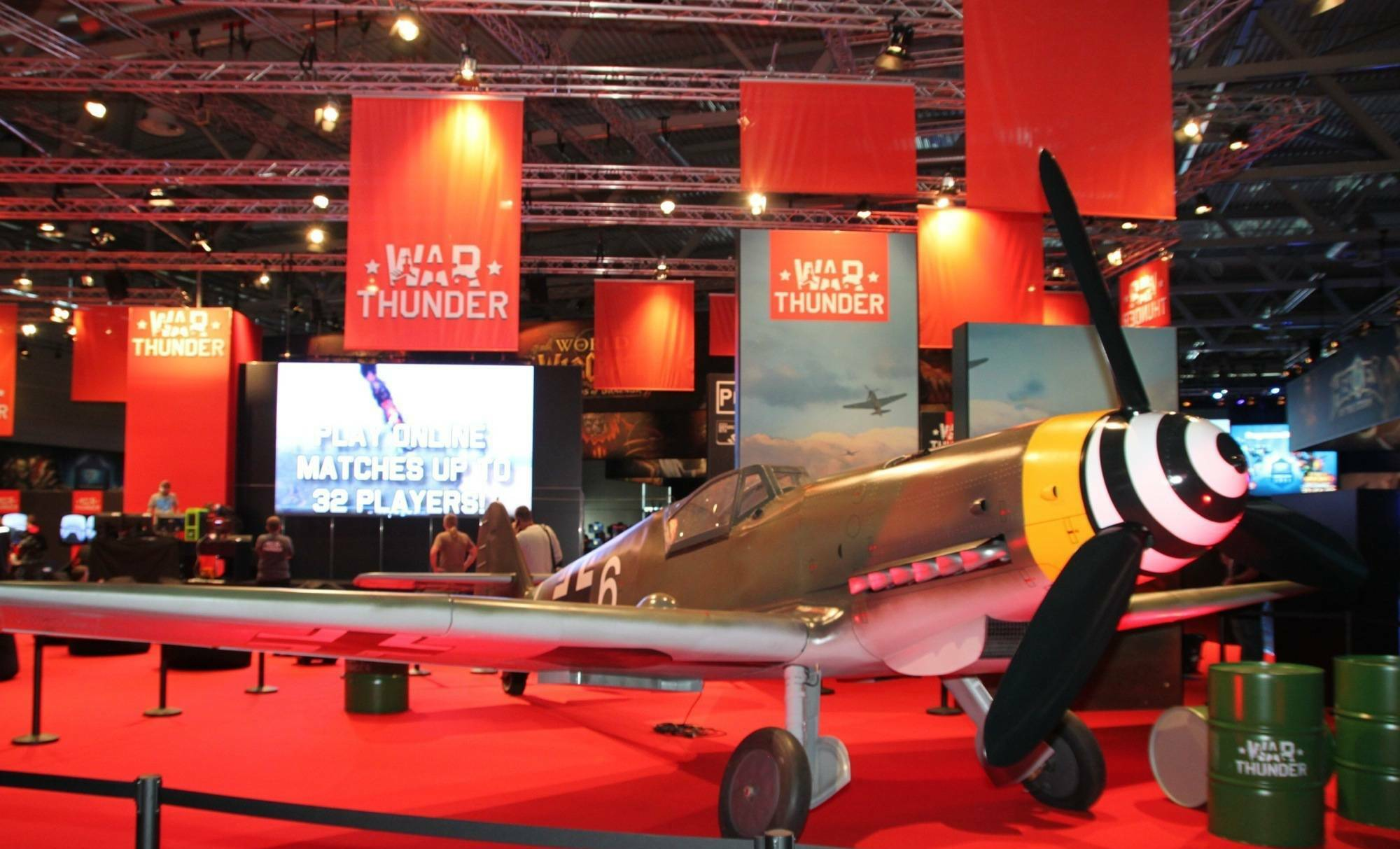
Stoisko gry podczas targów gamescom (2014)

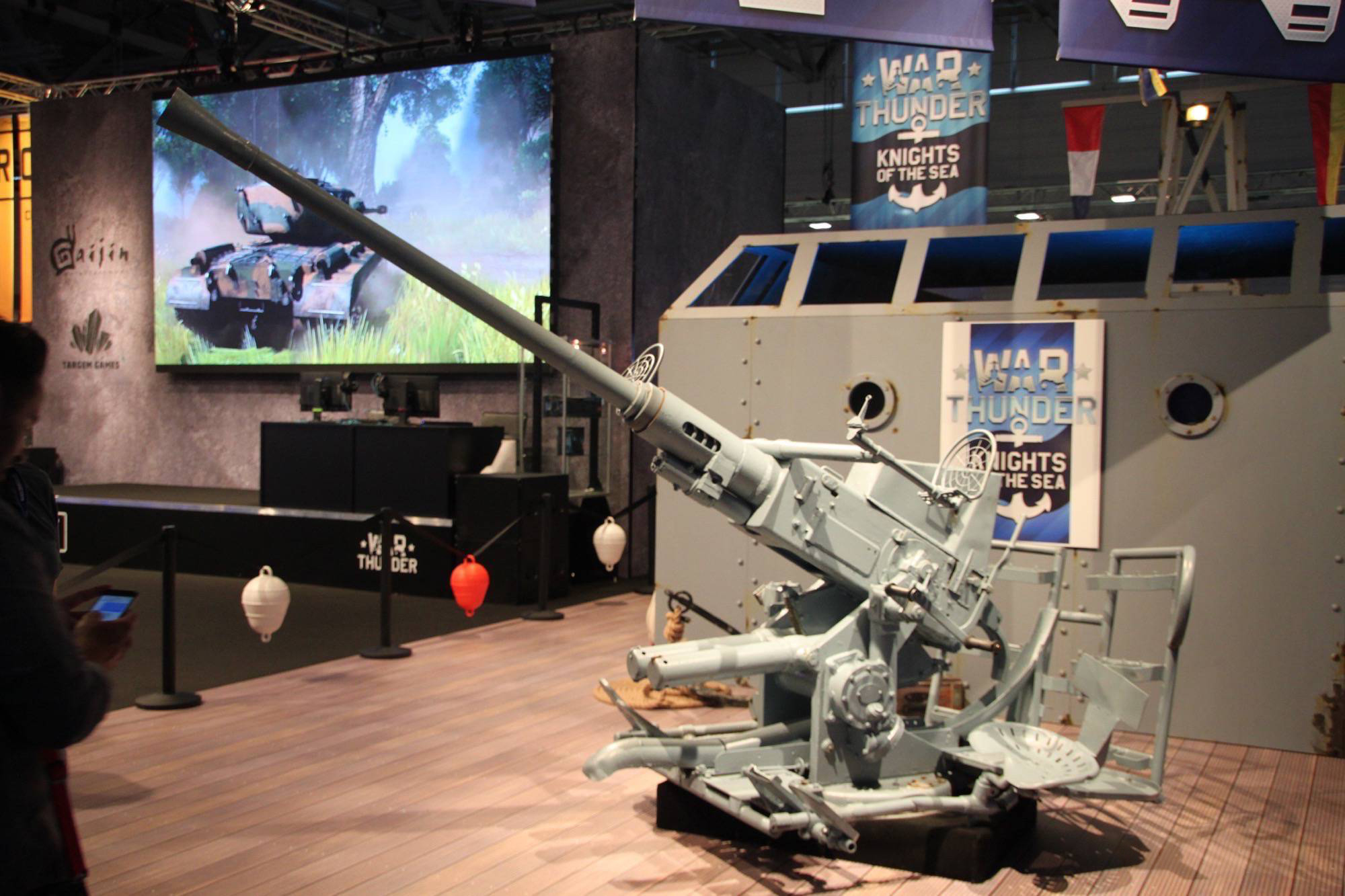
Stoisko gry podczas targów gamescom (2016)

Rozwój gry, jako World of Planes, rozpoczęto w 2009 roku. Podczas tworzenia gry producent czerpał z wcześniej wydanych przez siebie tytułów: Il-2 Sturmovik: Birds of Prey, Apache: Air Assault i Birds of Steel. W późniejszym czasie nazwę gry zmieniono na War Thunder, by uniknąć pomyłki z konkurencyjną produkcją Wargaming.net – World of Warplanes. 

### Wczesny rozwój gry
1 kwietnia 2011 opublikowano zapowiedź nowej gry – War Thunder. Pisma i serwisy traktujące o grach komputerowych wzięły informację za primaaprilisowy żart, jednak później Gaijin Entertainment potwierdziło, że trwają prace nad wieloosobowym symulatorem wojny zawierającym grywalne nie tylko samoloty, ale i okręty wojenne oraz jednostki naziemne. W czerwcu tego samego roku uruchomiono oficjalną stronę projektu, zaś w sierpniu w serwisie YouTube zamieszczono pierwszy oficjalny trailer gry, w którym przedstawiono rozgrywkę we wczesnej wersji gry z bitwy lotniczo-morskiej pomiędzy Stanami Zjednoczonymi a Japonią. 24 grudnia deweloperzy ogłosili rozpoczęcie prac nad betą gry na pierwszy kwartał 2012 roku. 
W styczniu 2012 roku brytyjska edycja magazynu o grach komputerowych PC Gamer umieściła World of Planes na liście „Best Games of 2012” (najlepsze gry roku 2012) w kategorii MMO. Tego samego miesiąca, Gaijin Entertainment ogłosił zmianę nazwy projektu na War Thunder z uwagi na fakt, że w przyszłości gra będzie oferowała poza samolotami, także grę marynarką wojenną oraz pojazdami bojowymi. Tego samego dnia zmieniono również stronę internetową gry na warthunder.com. 30 marca rozpoczęto testy wersji beta gry. 10 sierpnia gra weszła w fazę globalnej bety, jednak żeby dołączyć do gry, należy uzyskać zaproszenie.
Na początku 2013 roku rozpoczęto fazę otwartych beta testów (OBT) gry na terenie Europy i obu Ameryk. W marcu 2013 liczba graczy przekroczyła milion. W tym samym roku utworzono oddzielny serwer dla Ameryki Północnej i Południowej oraz Australii. Miało to na celu zmniejszenie pingów i poprawę płynności gry.

### Późniejszy rozwój gry
W 2014 roku do gry zaaplikowano aktualizację 1.41, a z nią jednostki naziemne weszły w stan otwartej bety. W listopadzie 2015 roku została wprowadzona duża aktualizacja 1.53 „Nawałnica ognia”. Wprowadziła odświeżoną oprawę graficzną za sprawą ulepszonego silnika graficznego Dagor Engine 4.0, polepszającą grafikę oraz dodające nowe pojazdy naziemne. W 2016 roku deweloper gry, firma Gaijin zapowiedziała za pośrednictwem swojej strony, że w 2016 rozpoczną się zamknięte beta testy „Bitew morskich” w których gracze zasiądą za sterami kutrów torpedowych, uzbrojonych, kanonierek, łodzi patrolowych oraz ścigaczy okrętów podwodnych. 
Aktualizacja 1.65 „Way of the Samurai” z 20.XII.2016 to oficjalne wydanie War Thunder. Ponadto w aktualizacji dodano do gry japońskie czołgi oraz „atrapy” kokpitów do wszystkich samolotów, które dotychczas miały tylko kokpity wirtualne. 
Rok 2018 przyniósł kolejną aktualizację silnika graficznego w łatce 1.77 „Nadciąga Burza”. Zawiera ona nowy silnik gry Dagor Engine 5.0. Łatka wprowadza liczne usprawnienia graficzne, efekty graficzne i dźwiękowe. Do gry trafiają czołgi podstawowe III generacji, nowe samoloty i mapy. W tym samym roku we wrześniu pojawia się aktualizacja 1.81 „Walkirie”. Wprowadziła ona śmigłowce do fazy ZBT. Udostępniono możliwość grania śmigłowcami ZSRR i USA, zaś w październiku pojawiła się łatka 1.83 „Władcy Morza”, wprowadzająca okręty USA, ZSRR oraz Niemców w fazę OBT; natomiast w fazę zamkniętych beta testów (ZBT) marynarki wprowadzone zostało drzewko Royal Navy. Oprócz wprowadzenia okrętów do gry, wprowadzono niemieckie drzewko helikopterów do fazy ZBT śmigłowców. Wprowadzono do gry pierwsze samoloty naddźwiękowe. 
W 2019 roku pojawiła aktualizacja 1.87 „Locked on!”. Wprowadza ona między innymi VII erę czołgów oraz wprowadza myśliwce VI ery dla pozostałych nacji. W tym samym roku ukazała się aktualizacja 1.91 „Noktowizja”. Wprowadza do gry noktowizję oraz termowizję. W łatce wprowadzono myśliwce odrzutowe III generacji oraz nowe czołgi i śmigłowce.
W roku 2020 dodano łatkę 1.101, która wprowadza wiele maszyn i poprawia wiele błędów, jednak kluczową zmianą było dodanie do gry pocisków rakietowych powietrze–powietrze naprowadzane półaktywnie. W tym roku wprowadzono także największą i jedną z najważniejszych aktualizacji w całym rozwoju gry – w listopadzie dodano aktualizację 2.1 „New Power”, która wprowadzała nową wersję silnika graficznego Dagor Engine 6.0, co pozwoliło wprowadzić zupełnie nowe efekty wizualne i odświeżyć szatę graficzną, wiele nowych pojazdów w tym pancerniki – drednoty oraz samoloty VTOL. Dodatkowo do gry trafiły nowe modele lotniskowców SI. Grudniowa aktualizacja 2.3 „Hot Track” wprowadziła do gry Włoskie drzewko śmigłowców. Aktualizacja „Ixwa Strike” wprowadziła do gry pierwszy samolot o zmiennej geometrii skrzydeł oraz pierwsze lądowe poddrzewko RPA. do brytyjskiego drzewka technicznego. Wraz z aktualizacją 2.7 „Red Skies” wprowadzono do gry m.in. nowe mechaniki oraz 7 erę lotnictwa.
Aktualizacja 2.13 „Winged Lions” wprowadza do gry, drzewko lotnicze Izraela oraz dwie pierwsze maszyny do drzewka lądowego tej nacji. Dodatkowo do gry wprowadzono nowe mechaniki, m.in. wiatru oraz nowe dźwięki. 
W aktualizacji 2.15 „Wind of Change” dodano drzewko czołgów izraelskich, pierwszy izraelski śmigłowiec oraz drzewko szwedzkich śmigłowców. Dodatkowo wprowadzono nowy silnik graficzny Dagor Engine 6.5 i wiele usprawnień.
Aktualizacja 2.17 „Danger Zone”. Wprowadzono izraelskie drzewko helikopterów. Wprowadzono pierwszy chiński helikopter. Wprowadzono amunicję zapalającą. Zaimplementowano system powtórek bitew.
Aktualizacja 2.19 „Drone Age”. 14 września 2022 wprowadzono UAV (latające drony zwiadowcze i bojowe). Wprowadzono chińskie drzewo helikopterów. Wprowadzono gaśnice do silników lotniczych.
Aktualizacja 2.21 „Fire and Ice” opublikowana 26 października 2022 wprowadziła fińskie poddrzewo w szwedzkim drzewie technologicznym (ponad 20 pojazdów i samolotów). Nowa lokacja „Arktyka” dla bitew mieszanych. Nowa lokacja „Skalisty Kanion” dla bitew powietrznych. 
Aktualizacja 2.23 „Apex Predators” opublikowana 20 grudnia 2022 wprowadziła między innymi: samoloty F-16A Fighting Falcon, MiG-29 (9-13). ponad 10 nowych i zaktualizowanych pojazdów między innymi SUB I-II, Khalid i Magach 7C oraz 7 nowych jednostek floty w tym RN Duca degli Abruzzi, najbardziej zaawansowany okręt typu condottieri oraz amerykański krążownik ciężki USS Newport News (CA-148), który był jedną z wielu nagród w wydarzeniu Zimowa Wyprawa (od 12:00 20 grudnia 2022 r. do 12:00 dnia 9 stycznia 2023 r.).
Aktualizacja 2.25 „Sky Guardians” opublikowana 7 marca 2023 wprowadziła między innymi: Samolot Yak-141 a dodane wcześniej samoloty F-16A Fighting Falcon i MiG-29 zostały dodane do innych drzewek technologicznych. Do gry zawitały pierwsze francuskie okręty MN Aigle i Duguay-Trouin. Dodano pierwszy szwajcarski pojazd Hunter F.58. Została dodana lokację bitew lotniczych „Pireneje” a kilka wcześniej dodanych aren czołgowych dostały zimowe warianty.
Aktualizacja 2.27 „La Royale” opublikowana 14 czerwca 2023 wprowadziła drzewko technologiczne Francuskich okrętów wraz z 11 samolotami, 18 czołgami i 18 okrętami (licząc te francuskie) oraz dwie mapy „Iberyjski Zamek” i „Ziemia Franciszka Józefa”.
Aktualizacja 2.29 „Sons of Attila” opublikowana 19 września 2023 wprowadziła węgierskie rozszerzenie włoskiego drzewka technologicznego czołgów wraz z 10 samolotami, 24 czołgami (licząc też te węgierskie) 8 okrętów i 7 helikopterów oraz dwie mapy „Skaliste filary” i „Miejsce testowe – 2271”. Gra otrzymała też zmiany w ekonomii, w odpowiedzi na negatywne opinie graczy pojawiające się przed wydaniem poprzedniej aktualizacji.
Aktualizacja 2.31 „Kings of Battle” opublikowana 31 października 2023 wprowadziła 3 samoloty, 15 czołgów, 6 okrętów i 4 helikoptery oraz mapę „Flandria”.
Aktualizacja 2.33 „Air Superiority” opublikowana 14 grudnia 2023 wprowadziła nową: VIII erę dla czołgów; aktualizacja też dodała 13 nowych czołgów jak i 10 nowych samolotów, 7 okrętów oraz nową mapę „Dolina Wulkanu”.
Aktualizacja 2.35 "Alpha Strike" opublikowana 13 marca 2024 wprowadziła Węgierskie lotnictwo i możliwość oglądania bitew które się grało; aktualizacja dodała 19 samolotów, 11 czołgów, 6 okrętów i 4 helikoptery.
Aktualizacja 2.37 "Seek & Destroy" opublikowana 19 czerwca 2024 wprowadziła flotę przybrzeżną Francji, drzewko powietrzne dla krajów Beneluksu i rakiety ARH dla wszystkich krajów; aktualizacja dodała 22 samoloty, 10 czołgów i 9 okrętów.
Aktualizacja 2.39 "Dance of Dragons" opublikowana 10 września 2024 wprowadziła 12 samolotów, 10 czołgów i 20 okrętów (rozwinięto flotę przybrzeżną Francji).
Aktualizacja 2.41 "Firebirds" opublikowana 19 listopada 2024 wprowadziła 11 samolotów, 17 czołgów, 7 okrętów i 3 helikoptery. Dodano też pierwszy samolot o obniżonej wykrywalności (F117).
Aktualizacja ,,Storm Warning" opublikowana 16.12.2024 dodała myśliwiec Eurofighter Typhoon, który dołączył do Niemiec, Wielkiej Brytanii i Włoch w trzech różnych wariantach, a także myśliwiec Rafale dla Francji. Kolejna jest linia tajlandzkich samolotów dla Japonii, wzmacniająca szeregi tego kraju myśliwcami i samolotami szturmowymi. Następny jest M44 dla sześciu krajów, zapewniający potężną siłę ognia haubicy 155 mm. Do tego dochodzi doskonały PzH 2000 dla Niemiec i Włoch.
Aktualizacja „Hornet's Sting” opublikowana 18.03.2025 dodała myśliwce F/A-18 dla USA i Szwecji w kilku wariantach, Su-30SM dla ZSRR. Mapy Ren, Synaj i Dżungla zostały wizualnie odświeżone. Dodano możliwość recyklingu przedmiotów takich jak bonusy do doświadczenia/zarobku, rozkazy, zakłady oraz uniwersalne zapasowe użycia by wymienić je na losową rzecz z podanych w stosunku 2:1. Zmieniono również dźwięki wystrzałów pojazdów by każdy pojazd miał unikalne swoje cechy. W całej aktualizacji dodano w sumie 9 samolotów, 13 czołgów, 2 śmigłowce i 12 okrętów.
Aktualizacja „Leviathans” opublikowana 25.06.2025 dodała do gry szwajcarskie poddrzewo samolotów, Japońskie F-2A, Pierwszy Czechosłowacki samolot odrzutowy szkoleniowy L-39ZA Albatros, Najsłynniejsze pancerniki japońskie Yamato i Niemiecki Bismarck. Oraz dodano nowoczesne zestawy przeciwlotnicze. Dodana została również nowa mapa Falklandy dla bitew powietrznych, a mapy Berlin i Kubań zostały wizualnie odświeżone. W sumie w tej aktualizacji wprowadzono 12 nowych pojazdów, 14 samolotów, 3 śmigłowce oraz 13 okrętów.

### Wydarzenia
Wydarzenia dzieją się zawsze 1 kwietnia, na prima aprilis. Są one robione co rok i są używane by przetestować różne funkcje które Gaijin może doda w przyszłości.
• 2013 - Gaijin wprowadził wydarzenie "The Pony Nation", gdzie świat z My Little Pony, Equestria istnał jako 6 naród.
• 2014 - Wydarzenie pt. "Gaijilla" przedstawiało walke z ogromnym, podobnym do Godzilli ślimakiem.
• 2015 - Powstał tryb gry "Bitwy nie realistyczne". Gdzie jako dmuchane czołgi strzelające ziemniakami i marchewkami walczyło się z innymi graczami. Te "czołgi" miały również punkty zdrowia, co było oczywistą parodią gry World of Tanks. Przy tej okazji, miało miejsce wydarzenie "March to Victory!", gdzie gracze walczyli na roboty stworzone z części czołgów takie jak Sowieckie KV-1 (ZiS-5), T-34-57, Niemieckie PzKpmfLfr 565 i Ju 87 D-5 i Amerykańskie M35, M4A1, M6A1 itp.
• 2016 - Przed ogłoszeniem aktualizacji "New Power" dodano XVIII-wieczne łodzie, którymi walczyło się na Karaibach.
• 2017 -  Pojawiła się 9 era, w której znajdowały się: Leopard 2A5, AH-64 Apache (który był nazwany GM-64 i był w niemieckim drzewku technologicznym), Gepard, T-90A, MI-35 Hind-E i ZSU-34-4 Shilka.
• 2018 - Nazwany "Silent Thunder" dział się pod wodą z użyciem łodzi podwodnych.
• 2019 - Nazwany "Earth Thunder" i dział się w fikcyjnym Amerykańskim miasteczku "Green Hills" gdzie gracze walczyli ze sobą z użyciem UFO.
• 2020 - Gra zmieniła nazwę na "Space Thunder" gdzie gracze walczyli na statki kosmiczne.
• 2021 - Gaijin ogłosił 2 wydarzenia, "Tailspin" i "Warfare 2077". "Tailspin" dodał tryb rozgrywki dziejący się na mapie o nazwie "Cape Somerset Bay" i był w kreskówkowym stylu. Gracze walczyli z użyciem samolotów z narodu "Republic of Air Pirates". "Warfare 2077" był futurystycznym trybem rozgrywki gdzie na mapie "Launch Facility" gracze walczyli z użyciem nowoczesnych czołgów i UCAV'ami, który zapowiedział aktualizację "Drone Age".
• 2022 -  Gaijin dodał wzorowany na Diunie tryb rozgrywki nazwany "Worm Thunder: Children of Arachis", gdzie dwa narody walczyły o cynamon, unikając bycia zjedzonym przez wielkiego ślimaka wyglądającego jak Czerw pustyni.
• 2023 - Gaijin wprowadził "Mobile Infantry", wydarzenie, w którym pierwszy raz w grze ukazała się piechota (Co może znaczyć że Gaijin może planować dodanie piechoty jako 6 typ wojsk do War Thundera) która nosiła Egzoszkielet wspomagany. Do walk użyto też głównych czołgów, pojazdów przeciw-piechotnym i helikopterów atakujących. Gracze mogli grać jako dwie nacje, USA i Rosja. Było sporo Egzoszkieletów wspomaganych, w tym: Egzoszkielety atakujące (z karabinem maszynowym wysokiego kalibru i 2 wyrzutniach ATGM), Egzoskielety snajperskie (z 30mm karabinem snajperskim i 2 wyrzutniami rakiet), Egzoszkielety operatorów ATGM (z 2 wyrzutniami ATGM i karabinem maszynowym z kalibrem 8.6mm) i Egzoszkielety operatorów MANPADS (z systemem wyrzutni MANPADS i z karabinem maszynowym wysokiego kalibru). Innymi pojazdami którymi można było grać i ich wrogie przeciwieństwo były: M1A2 SEP Abrams / T-80BVM, M3A3 Bradley / BMP-3 i AH-64D Apache Longbow / Mi-28N Havoc. To wydarzenie pierwszy raz pokazało ATGM'y FAF w grze, jak operatorzy ATGM ze strony Stanów Zjednoczonych byli wypełnieni Spike'ami. ATGM'y FAF były później dodane do normalnej gry razem z wyjściem Chińskiego QN506 IFV jako towarzyszące wydarzenie.

## Tryby rozgrywki

### Bitwy zręcznościowe
W bitwie zręcznościowej gra losuje dwie drużyny graczy (maksymalnie 32 osoby) z samolotami lub pojazdami różnych nacji ze zbliżonych poziomów. Możliwa jest więc walka maszyn tego samego typu w różnych drużynach. Uszkodzenia oraz fizyka gry są w znacznym stopniu uproszczone (np. przy bardzo dużej prędkości nurkowania samolot nie rozpada się, a opanowanie niekontrolowanego spadania jest łatwiejsze), jednak zachowują część realizmu (np. bombowce są mniej zwrotne niż myśliwce, poważne uszkodzenie skrzydła powoduje autorotację samolotu, a krótka seria z działek może być bardziej skuteczna niż cały magazynek pocisków mniejszego kalibru). Na mini mapie (w interfejsie gry) zaznaczone są pojazdy sojusznicze i zauważone pojazdy z przeciwnej drużyny. Wszystkie zauważone przez gracza pojazdy mają znaczniki z podanym nickiem gracza oraz odległością od pojazdu gracza. Zarówno pojazdy lądowe jak i samoloty mają ułatwienia/wsparcie/asystę w celowaniu do przeciwnika. Czołgi otrzymują dodatkowy, ruchomy znacznik „+”, który pokazuje gdzie prawdopodobnie upadnie pocisk i którego kolor zmienia się w zależności od prawdopodobieństwa penetracji pancerza (zielony – wysokie prawdopodobieństwo penetracji, żółty – średnie prawdopodobieństwo penetracji, czerwone – prawie niemożliwa penetracja, szary – rykoszet, biały – brak trafienia). W centrum celownika, w trybie snajperskim, automatycznie odmierzana jest odległość od punktu, w który wcelowana jest lufa pojazdu. Optyka celowniczego osadzona jest „w lufie”. Znacznik asystenta pokazuje się tylko na odległościach od 0 do około 800 metrów. W samolotach natomiast, jeśli zaznaczymy wrogi samolot i jest on w odległości poniżej 1000-800 metrów, asystent celowania zaznacza prawdopodobne, przewidywane miejsce, w którym będzie za chwilę samolot przeciwnika „kółkiem” na interfejsie gry i aby (z wysokim prawdopodobieństwem) trafić wrogi samolot należy strzelać w ten zaznaczony punkt.

### Bitwy realistyczne
Tryb bitew realistycznych (dawniej bitew historycznych) przeznaczony jest dla bardziej zaawansowanych użytkowników. Zarówno obrażenia, jak i większy realizm sprawiają, że zniszczenie wrogiej maszyny jest trudniejsze, a zbyt ciasne manewry przy niskiej prędkości mogą zakończyć się przeciągnięciem i rozbiciem samolotu. W tym trybie, inaczej niż w rozgrywce zręcznościowej, gracze dobierani są do jednej drużyny nacjami, dzięki czemu teoretycznie możliwe jest odtworzenie realnego scenariusza, np. bitwy o Stalingrad między ZSRR a III Rzeszą. W praktyce, w bitwie trybu realistycznego nie spotkają się po obu stronach frontu jednakowe maszyny (np. Mardery nie spotkają w przeciwnej drużynie Marderów czy Hetzerów), ale możliwe jest, że po jednej stronie pojazdy niemieckie i amerykańskie będą walczyły przeciwko japońskim i sowieckim w Berlinie pod Bramą Brandenburską lub na plażach Normandii. Na mini mapie (w interfejsie gry) zaznaczone są pojazdy sojusznicze i oznaczone przez sojusznicze pojazdy lekkie/zwiadowcze pojazdy przeciwnika. W interfejsie nad sojuszniczymi pojazdami są niebieskie znaczniki wraz z pseudonimami graczy prowadzącymi te pojazdy. Nie ma asystenta celowania i automatycznego pomiaru odległości.

### Bitwy symulacyjne
Rozgrywki symulacyjne opierają się na niemal symulatorowej walce – widok możliwy jest tylko z pierwszej osoby (wnętrza samolotu lub znad dachu pojazdu pancernego), a fizyka gry odzwierciedla realne możliwości maszyn. Fabuła trybu podobna jest do bitew realistycznych – dwie drużyny różnych nacji walczą ze sobą o dominację na polu walki, jednak Alianci i państwa Osi tak jak w drugiej wojnie spotkają się tylko w historycznych sojuszach. Nadal jednak możliwe jest, że w Normandii będą walczyć Japończycy, ale już na pewno w sojuszu z Niemcami i przeciwko jednostkom Aliantów z drugiej wojny (amerykańskim, brytyjskim, sowieckim i francuskim). Optyka celowniczego w czołgach jest umieszczona zgodnie z historyczną konstrukcją pojazdów (obok lufy, czasem pod nią lub nad nią, a nie w jej środku) co należy wziąć pod uwagę przy celowaniu.

### Bitwy użytkownika
Możliwe jest również stworzenie własnej bitwy niestandardowej. W tym przypadku gracz może wybrać misję lub zagrać na misji stworzonej przez niego. Maksymalna liczba graczy to 64 (32 vs 32), a maksymalna długość rozgrywki to 6 godzin.

### Nieskończona Konfrontacja
Pozwalający na wielogodzinną rozgrywkę z nielimitowaną liczbą odrodzeń. W tym trybie gracz może dołączyć do trwającej bitwy w dowolnym momencie, a jego zadanie będzie zależne od wybranej maszyny. Misją myśliwców jest niszczenie samolotów wroga, szturmowce odpowiadają za eliminację wrogiej obrony przeciwlotniczej, a rolę bombowców stanowi niszczenie celów strategicznych.
We wrześniu 2019 wprowadzono nieskończoną konfrontację dla bitew morskich.

## Lotnictwo
W grze występuje osiem klas samolotów – lekkie i ciężkie myśliwce, samoloty szturmowe, bombowce nurkujące, lekkie, średnie i ciężkie bombowce oraz maszyny torpedowe. Każda maszyna przypisana jest do pewnej ery. Początkowo gracz ma do dyspozycji tylko płatowce z czasów międzywojennych oznaczone jako rezerwowe. W miarę zdobywania punktów doświadczenia (PD) oraz podstawowej waluty (srebrne lwy), odblokowuje i kupuje samoloty wyższych poziomów, uszeregowane w „drzewa technologiczne”, osobne dla każdej z dziewięciu nacji – Japonii, Niemiec, USA, Wielkiej Brytanii, ZSRR, Włoch, Francji, Szwecji, Chin oraz Izraela. W grze występują tylko modele płatowców, które faktycznie brały udział w konfliktach. Kilka modeli, zwykle zdobycznych lub dostarczonych na mocy Lend-Lease Act, dostępnych jest za tzw. „walutę premium”, jaką są złote orły. Złote orły można kupić za realne pieniądze (mikropłatności), bądź zdobyć, wykonując niektóre zadania specjalne, np. wypełnienie samouczka. W grze spotkamy ponad 400 modeli samolotów.

## Jednostki naziemne
W grze dostępne są od 14 maja 2014 jednostki naziemne w wersji otwartej bety. Jednostki naziemne dzielą się na czołgi lekkie, czołgi średnie i ciężkie, niszczyciele czołgów i samobieżne działa przeciwlotnicze. W przyszłości mają zostać wprowadzone również inne rodzaje wozów bojowych. Obecnie w grze istnieje blisko 200 grywalnych pojazdów, które możemy odblokować i zakupić za darmową wewnętrzną walutę w grze lub za prawdziwe pieniądze. Grając tymi pojazdami gracz może wziąć udział w trzech różnych trybach rozgrywki pancernej – zręcznościowym, realistycznym lub symulacyjnym. Na chwilę obecną jednostki naziemne są dostępne w nacjach Niemiec, USA, Wielkiej Brytanii, ZSRR, Japonii, Francji, Włoch, Chin, Szwecji i Izraela. Dodatkowo, w marcu 2021 do gry trafiło pierwsze lądowe poddrzewko maszyn z Republiki Południowej Afryki, które trafiło do brytyjskiego drzewka technologicznego. Grając jednostkami naziemnymi gracz ma możliwość używania lornetki, specjalnego widoku kierowcy, asystenta kierowania, karabinów maszynowych, wyrzutni rakiet, holowania pojazdów, prześwietlania pojazdów (tzw. X-RAY), stosowania różnych kamuflaży, naklejania własnych naklejek na pojazdy, szkolenia załogi i niszczenia budynków. Silnik fizyczny gry uwzględnia odpadanie różnych części, brudzenia się pojazdów, inne tempa poruszania się po różnych rodzajach nawierzchni czy deformację nawierzchni.

## Bitwy morskie
Wraz z aktualizacją 1.83 w grze pojawiły się okręty. Dzielą się one na kutry torpedowe, kanonierki, trałowce, kanonierki rzeczne, niszczyciele, korwety oraz lekkie i ciężkie krążowniki. Gracze walczą na różnych mapach o przejęcie danej strefy bądź stref. Drużyna która przejmie wszystkie strefy lub spełni inne, określone warunki wygrywa. Wsparciem dla okrętów jest lotnictwo (bombowce, samoloty szturmowe i myśliwce) i ostrzał artyleryjski. Walki toczą się za pomocy artylerii okrętowej, bomb głębinowych, rakiet, karabinów maszynowych, torped czy min morskich.

## Śmigłowce
Gracze odblokowują dostęp do śmigłowców po zakupie pierwszego pojazdu 5 ery. Bitwy z udziałem tych maszyn toczą się w trybie gry „Bitwy Śmigłowcowe”, w bitwach mieszanych oraz w trybie „Szturm”.